# Hájovny

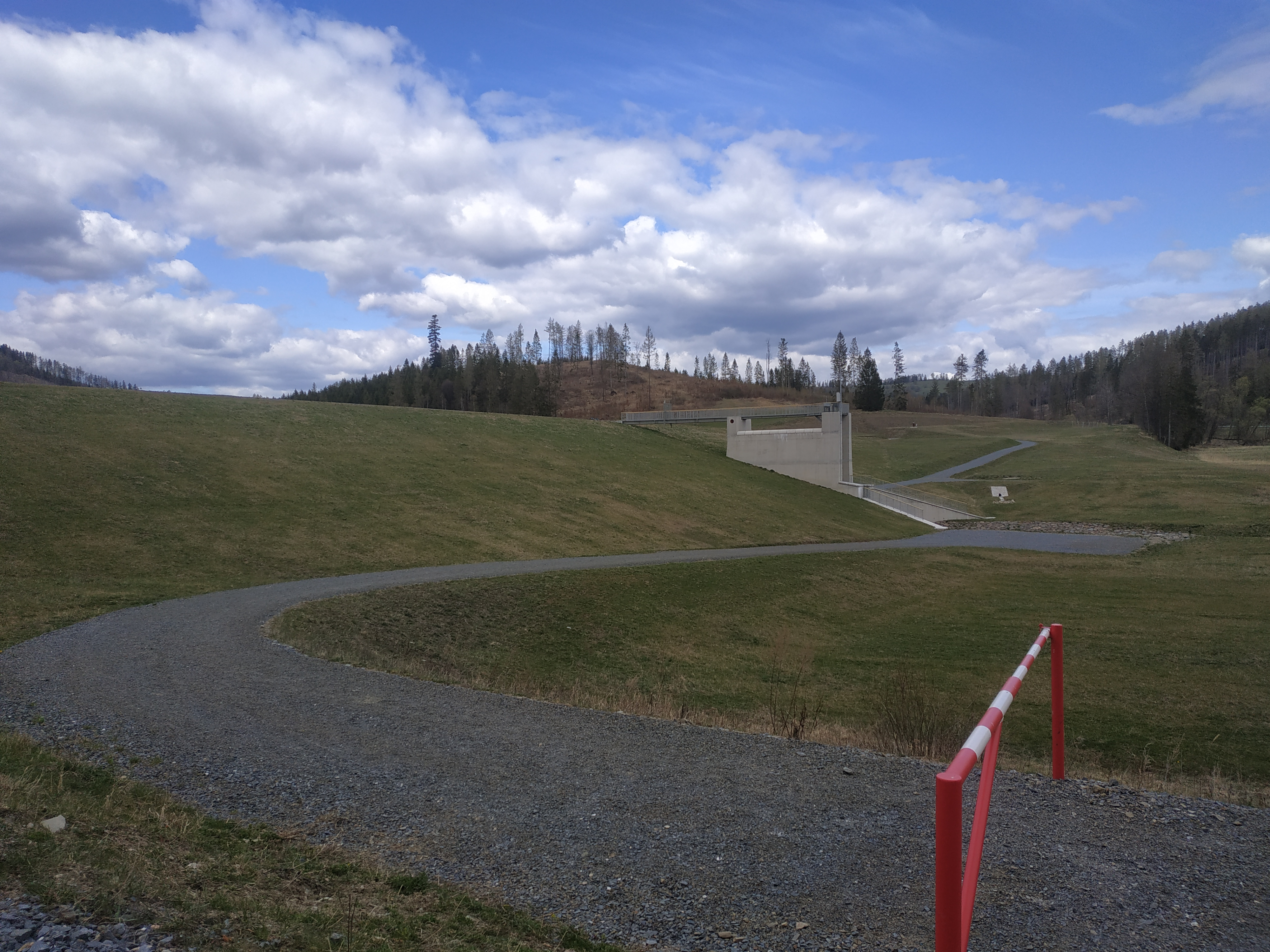
Trockenpolder Jelení, oberhalb von Hájovny

Hájovny (deutsch Hegerhäuser) ist eine Ortslage der Gemeinde Karlovice (Karlsthal) in Tschechien. Sie liegt anderthalb Kilometer nördlich des Ortszentrums von Karlovice und gehört zum Okres Bruntál.

## Geographie
Die Häusergruppe Hájovny befindet sich am Übergang zwischen der Zlatohorská vrchovina (Zuckmanteler Bergland) und der Brantická vrchovina (Bransdorfer Hügelland) rechtsseitig des Baches Kobylí potok (Kobelfloß) an der Einmündung des Adamovský potok (Saugrundfloß). Nördlich erhebt sich der Větrný (687 m. n.m.), im Osten der Opičí zem (671 m. n.m.), der Polomy (725 m. n.m.) und der U Lomu (652 m. n.m.), südöstlich der Milíř (Köhlerstein, 698 m. n.m.) und die Větrná (675 m n.m.), im Westen der Kirchberg (641 m n.m.), der Obří vrch (Riesenkoppe, 739 m n.m.) und der Ostroh (Restenberg, 732 m. n.m.) sowie nordwestlich der Huk (788 m. n.m.), der Větrník (Langeberg, 843 m. n.m.), der Ostrý (819 m. n.m.) und der Kamenec (763 m. n.m.). Durch den Ort führt die Staatsstraße II/452 von Karlovice nach Holčovice (Hillersdorf). Am nordwestlichen Ortsrand liegt der Teich Adamov. Oberhalb von Hájovny liegt am Kobylí potok der Trockenpolder Jelení.
Nachbarorte sind die Wüstung Adamov (Adamsthal) und Horní Holčovice (Ober Hillersdorf) im Norden, Jelení (Hirschberg) und Dlouhá Ves (Langendorf) im Nordosten, Staré Purkartice (Alt Bürgersdorf) im Osten, Krasov (Kronsdorf) und Široká Niva (Breitenau) im Südosten, Nové Purkartice (Neu Bürgersdorf) und Karlovice im Süden, Zadní Ves (Karlsthal-Hinterdorf) im Südwesten, Vrbno pod Pradědem (Würbenthal) im Westen sowie Mnichov (Einsiedel) im Nordwesten.

## Geschichte
Die Siedlung wurde wahrscheinlich in der Mitte des 18. Jahrhunderts nach der Gründung der Dörfer Carlsthal, Neu Adamsthal und Neu Bürgersdorf durch das Herzogtum Jägerndorf angelegt. Nach der Josephinischen Landesaufnahme des Herzogtums Ober-Schlesien von 1763 bestand die noch namenlose Siedlung aus einem Gehöft und einem großen Dorfanger, zu dessen Seiten sich ca. 15 Chaluppen reihten. Der Teil der Kolonie um den Anger erlosch jedoch wieder.
Im Jahre 1835 bestand die nach Karlsthal konskribierte Kolonie Hägerhäuser aus sieben Häusern. Katholischer Pfarr- und Schulort war Karlsthal. Auf dem zwischen 1836 und 1842 gefertigten Blatt der Franziszeischen Landesaufnahme trug die Siedlung den Namen Hegerhaus; die Häuser – darunter ein herrschaftliches Jägerhaus – lagen verstreut. Bis zur Mitte des 19. Jahrhunderts blieb Hegerhäuser der Herrschaft Jägerndorf untertänig.
Nach der Aufhebung der Patrimonialherrschaften bildete Hegerhäuser ab 1849 eine Siedlung der Gemeinde Alt-Karlsthal im Gerichtsbezirk Würbenthal. Ab 1869 gehörte Hegerhäuser zum Bezirk Freudenthal. Nach dem Zusammenbruch der k.k. Monarchie wurde der Ort 1918 Teil der neu gebildeten Tschechoslowakei. Beim Zensus von 1921 wurden für Hegerhäuser / Hájovny als Häusergruppe von Karlsthal keine separaten Daten erfasst. In der Mitte der 1930er Jahre wurde in den Bergen westlich von Hegerhäuser eine doppelte leichte Befestigungslinie des Tschechoslowakischen Walls errichtet. Nach dem Münchner Abkommen wurde die Siedlung 1938 dem Deutschen Reich zugesprochen und gehörte bis 1945 zum Landkreis Freudenthal. Nach dem Ende des Zweiten Weltkrieges wurde Hájovny wieder Teil der Tschechoslowakei. Die deutschsprachige Bevölkerung wurde 1946 größtenteils vertrieben und der Ort schwach mit Tschechen besiedelt. Heute besteht Hájovny aus fünf Häusern.
Im Nachgang des verheerenden Hochwassers von 1997 wurde zwischen 2018 und 2019 als eine der Hochwasserschutzmaßnahmen an der oberen Opava oberhalb von Hájovny am Kobylí potok der Trockenpolder Jelení errichtet.

## Gemeindegliederung
Hájovny ist Bestandteil des Ortsteils Karlovice und gehört zum Katastralbezirk Karlovice ve Slezsku.

## Sehenswürdigkeiten
- Bunkerlinie des Tschechoslowakischen Walls